# Basketball Bundesliga 2021-22
La Basketball Bundesliga 2021-22, conocida por motivos de patrocinio como easyCredit BBL, fue la edición número 56 de la Basketball Bundesliga, la primera división del baloncesto profesional de Alemania. El campeón fue el Alba Berlin, que lograba así su undécimo título.

## Equipos

### Ascensos y descensos
Ascendió de la ProA el MLP Academics Heidelberg, mientras que las plazas de descenso de la temporada 2020-21 de la Basketball Bundesliga correspondieron a Giessen 46ers y SC Rasta Vechta, pero después de que solo un equipo ascendiers, se le dio una wild card a los 46ers, que continúan una temporada más en la BBL.

### Equipos 2021-2022 y localización
| Equipo                   | Ciudad       | Arena                 | Capacidad |
| ------------------------ | ------------ | --------------------- | --------- |
| Alba Berlin              | Berlin       | Mercedes-Benz Arena   | 14,500    |
| Brose Bamberg            | Bamberg      | Brose Arena           | 6,150     |
| Crailsheim Merlins       | Crailsheim   | Arena Hohenlohe       | 3,000     |
| medi Bayreuth            | Bayreuth     | Oberfrankenhalle      | 4,000     |
| Telekom Baskets Bonn     | Bonn         | Telekom Dome          | 6,000     |
| Löwen Braunschweig       | Braunschweig | Volkswagen Halle      | 6,600     |
| Niners Chemnitz          | Chemnitz     | Arena Chemnitz        | 5,200     |
| Fraport Skyliners        | Frankfurt    | Fraport Arena         | 5,002     |
| Gießen 46ers             | Gießen       | Sporthalle Gießen-Ost | 4,003     |
| BG Göttingen             | Göttingen    | Sparkassen Arena      | 3,447     |
| Hamburg Towers           | Hamburg      | Edel-optics.de Arena  | 3,400     |
| MLP Academics Heidelberg | Heidelberg   | SNP Dome              | 5,000     |
| MHP Riesen Ludwigsburg   | Ludwigsburg  | MHP-Arena             | 5,300     |
| Mitteldeutscher BC       | Weißenfels   | Stadthalle Weißenfels | 3,000     |
| Bayern Munich            | Munich       | Audi Dome             | 6,700     |
| EWE Baskets Oldenburg    | Oldenburg    | Große EWE Arena       | 6,069     |
| ratiopharm Ulm           | Ulm          | Arena Ulm/Neu-Ulm     | 6,000     |
| s.Oliver Würzburg        | Würzburg     | s.Oliver Arena        | 3,140     |

## Temporada regular

### Clasificación
Actualizado: 15 de mayo de 2022
| Pos. | Equipo                        | PJ | G  | P  | PF   | PC   | DP   | Pts | Clasificación o descenso |
| ---- | ----------------------------- | -- | -- | -- | ---- | ---- | ---- | --- | ------------------------ |
| 1    | Alba Berlin                   | 33 | 27 | 6  | 2872 | 2406 | +466 | 54  | Playoffs                 |
| 2    | Telekom Baskets Bonn          | 34 | 26 | 8  | 2989 | 2752 | +237 | 52  | Playoffs                 |
| 3    | Bayern Munich                 | 34 | 25 | 9  | 2771 | 2515 | +256 | 50  | Playoffs                 |
| 4    | Riesen Ludwigsburg            | 34 | 23 | 11 | 2750 | 2608 | +142 | 46  | Playoffs                 |
| 5    | ratiopharm Ulm                | 34 | 22 | 12 | 2811 | 2709 | +102 | 44  | Playoffs                 |
| 6    | Niners Chemnitz               | 34 | 22 | 12 | 2757 | 2658 | +99  | 44  | Playoffs                 |
| 7    | Hamburg Towers                | 34 | 19 | 15 | 2897 | 2747 | +150 | 38  | Playoffs                 |
| 8    | Brose Bamberg                 | 34 | 18 | 16 | 2858 | 2927 | −69  | 36  | Playoffs                 |
| 9    | Crailsheim Merlins            | 34 | 17 | 17 | 2875 | 2916 | −41  | 34  |                          |
| 10   | BG Göttingen                  | 34 | 16 | 18 | 2732 | 2803 | −71  | 32  |                          |
| 11   | Baskets Oldenburg             | 34 | 14 | 20 | 2937 | 2948 | −11  | 28  |                          |
| 12   | s.Oliver Würzburg             | 34 | 14 | 20 | 2810 | 2948 | −138 | 28  |                          |
| 13   | Basketball Löwen Braunschweig | 33 | 12 | 21 | 2743 | 2787 | −44  | 24  |                          |
| 14   | Medi Bayreuth                 | 34 | 11 | 23 | 2688 | 2908 | −220 | 22  |                          |
| 15   | MLP Academics Heidelberg      | 34 | 11 | 23 | 2664 | 2860 | −196 | 22  |                          |
| 16   | Mitteldeutscher BC            | 34 | 11 | 23 | 2840 | 3058 | −218 | 22  |                          |
| 17   | Skyliners Frankfurt           | 34 | 9  | 25 | 2503 | 2707 | −204 | 18  |                          |
| 18   | Giessen 46ers (R)             | 34 | 8  | 26 | 2705 | 2945 | −240 | 16  | Descenso a ProA          |

 Fuente: BBL
Criterios de clasificación: 1) points; 2) head-to-head points; 3) head-to-head points difference; 4) head-to-head number of points scored.
Notas:
1. 1 2  Ulm 158–146 Chemnitz
2. 1 2  Oldenburg 201–177 Würzburg
3. 1 2 3  Bayreuth 6 Pts; Heidelberg 4 Pts; Mitteldeutscher BC2 Pts
4. ↑  Frankfurt fue descendido en un principio, pero recibió una wildcard para la temporada 2022–23.[5]

### Resultados
| Local \ Visitante             | BAM    | BAY    | BER    | BON    | BRA    | CHE   | CRA     | FRA    | GIE    | GOT    | HAM    | HEI    | LUD   | MBC     | MUN    | OLD     | ULM     | WUR     |
| ----------------------------- | ------ | ------ | ------ | ------ | ------ | ----- | ------- | ------ | ------ | ------ | ------ | ------ | ----- | ------- | ------ | ------- | ------- | ------- |
| Brose Bamberg                 | —      | 84–87  | 89–101 | 80–100 | 84–68  | 79–89 | 91–81   | 75–72  | 89–87  | 88–87  | 77–67  | 72–68  | 81–88 | 87–78   | 86–95  | 83–106  | 115–114 | 97–78   |
| Medi Bayreuth                 | 71–84  | —      | 79–109 | 71–96  | 94–92  | 69–83 | 74–86   | 85–72  | 89–95  | 75–72  | 90–71  | 85–79  | 87–93 | 100–68  | 78–87  | 71–74   | 73–80   | 80–83   |
| Alba Berlin                   | 89–57  | 87–53  | —      | 86–88  | 95–80  | 83–62 | 106–74  | 101–63 | 109–80 | 59–65  | 96–81  | 110–70 | 75–76 | 92–72   | 73–80  | 92–86   | 78–73   | 96–61   |
| Telekom Baskets Bonn          | 95–81  | 86–65  | 77–89  | —      | 89–83  | 76–67 | 101–96  | 86–76  | 78–72  | 78–76  | 80–92  | 87–70  | 97–88 | 115–90  | 96–61  | 78–76   | 76–73   | 87–79   |
| Basketball Löwen Braunschweig | 90–84  | 99–62  | —      | 77–95  | —      | 84–93 | 84–87   | 67–72  | 71–69  | 101–64 | 79–92  | 82–93  | 80–91 | 101–106 | 82–91  | 94–78   | 76–90   | 80–75   |
| Niners Chemnitz               | 106–94 | 72–86  | 81–64  | 90–68  | 68–77  | —     | 82–92   | 87–86  | 82–75  | 87–86  | 85–89  | 67–64  | 74–56 | 91–74   | 77–58  | 79–78   | 78–81   | 88–82   |
| Crailsheim Merlins            | 93–79  | 90–85  | 70–78  | 81–76  | 92–90  | 95–93 | —       | 70–81  | 87–81  | 86–80  | 90–73  | 87–72  | 72–61 | 90–93   | 77–68  | 97–86   | 71–93   | 111–84  |
| Skyliners Frankfurt           | 72–77  | 82–70  | 56–72  | 96–112 | 76–89  | 78–82 | 80–73   | —      | 75–76  | 65–73  | 64–74  | 87–82  | 71–80 | 68–89   | 50–79  | 103–110 | 58–61   | 61–69   |
| Giessen 46ers                 | 89–92  | 86–74  | 58–84  | 95–103 | 66–82  | 70–91 | 70–104  | 79–90  | —      | 76–87  | 100–73 | 68–75  | 59–76 | 100–81  | 85–95  | 88–75   | 76–87   | 97–110  |
| BG Göttingen                  | 76–82  | 92–91  | 86–92  | 90–81  | 85–93  | 90–69 | 83–76   | 76–72  | 87–90  | —      | 83–80  | 70–82  | 78–69 | 91–90   | 66–80  | 95–85   | 91–87   | 76–89   |
| Hamburg Towers                | 75–87  | 77–70  | 80–88  | 73–85  | 103–92 | 82–90 | 113–63  | 68–58  | 104–82 | 83–46  | —      | 81–75  | 75–79 | 84–76   | 87–83  | 101–85  | 90–91   | 113–103 |
| MLP Academics Heidelberg      | 81–94  | 87–89  | 81–83  | 71–82  | 81–78  | 66–81 | 100–91  | 71–65  | 95–81  | 80–96  | 76–100 | —      | 73–67 | 94–70   | 70–92  | 90–95   | 79–84   | 76–71   |
| Riesen Ludwigsburg            | 95–76  | 87–67  | 74–62  | 91–86  | 90–72  | 74–76 | 77–75   | 95–67  | 96–87  | 86–79  | 88–87  | 98–83  | —     | 77–75   | 58–77  | 86–102  | 74–61   | 83–68   |
| Mitteldeutscher BC            | 86–98  | 105–81 | 66–95  | 85–90  | 91–79  | 89–96 | 116–111 | 81–75  | 91–89  | 93–83  | 57–101 | 74–85  | 80–88 | —       | 68–82  | 87–82   | 75–89   | 95–73   |
| Bayern Munich                 | 83–62  | 83–60  | 78–83  | 100–81 | 96–80  | 63–65 | 93–64   | 72–53  | 71–64  | 87–64  | 86–75  | 77–71  | 79–78 | 86–78   | —      | 93–80   | 83–86   | 92–57   |
| Baskets Oldenburg             | 87–71  | 95–111 | 74–92  | 65–89  | 90–76  | 92–87 | 82–79   | 69–88  | 72–75  | 86–85  | 77–79  | 109–73 | 57–79 | 110–93  | 106–75 | —       | 89–96   | 113–87  |
| ratiopharm Ulm                | 83–94  | 92–81  | 66–71  | 74–85  | 59–78  | 77–68 | 100–90  | 80–88  | 88–71  | 86–88  | 78–74  | 90–74  | 78–66 | 83–82   | 65–77  | 86–78   | —       | 92–86   |
| s.Oliver Würzburg             | 90–89  | 80–88  | 70–82  | 93–90  | 86–87  | 81–71 | 91–74   | 78–83  | 82–69  | 79–86  | 88–100 | 97–77  | 92–86 | 92–86   | 90–70  | 90–88   | 76–88   | —       |

## Playoffs
|  | Cuartos de final | Cuartos de final     | Cuartos de final |                    |   | Semifinales          | Semifinales | Semifinales |  |   | Finales     | Finales | Finales |  |
|  |                  |                      |                  |                    |   |                      |             |             |  |   |             |         |         |  |
|  |                  |                      |                  |                    |   |                      |             |             |  |   |             |         |         |  |
|  | 1                | Alba Berlin          | 3                |                    |   |                      |             |             |  |   |             |         |         |  |
|  | 1                | Alba Berlin          | 3                |                    |   |                      |             |             |  |   |             |         |         |  |
|  | 8                | Brose Bamberg        | 0                |                    |   |                      |             |             |  |   |             |         |         |  |
|  | 8                | Brose Bamberg        | 0                |                    | 1 | Alba Berlin          | 3           |             |  |   |             |         |         |  |
|  |                  |                      |                  |                    | 1 | Alba Berlin          | 3           |             |  |   |             |         |         |  |
|  |                  |                      | 4                | Riesen Ludwigsburg | 0 |                      |             |             |  |   |             |         |         |  |
|  | 4                | Riesen Ludwigsburg   | 4                | Riesen Ludwigsburg | 0 | 3                    |             |             |  |   |             |         |         |  |
|  | 4                | Riesen Ludwigsburg   |                  |                    |   |                      |             |             |  |   |             |         |         |  |
|  | 5                | ratiopharm Ulm       | 0                |                    |   |                      |             |             |  |   |             |         |         |  |
|  | 5                | ratiopharm Ulm       | 0                |                    |   |                      |             |             |  | 1 | Alba Berlin | 3       |         |  |
|  |                  |                      |                  |                    |   |                      |             |             |  | 1 | Alba Berlin | 3       |         |  |
|  |                  |                      | 3                | Bayern Munich      | 1 |                      |             |             |  |   |             |         |         |  |
|  | 2                | Telekom Baskets Bonn | 3                | Bayern Munich      | 1 | 3                    |             |             |  |   |             |         |         |  |
|  | 2                | Telekom Baskets Bonn |                  |                    |   |                      |             |             |  |   |             |         |         |  |
|  | 7                | Hamburg Towers       | 0                |                    |   |                      |             |             |  |   |             |         |         |  |
|  | 7                | Hamburg Towers       | 0                |                    | 2 | Telekom Baskets Bonn | 2           |             |  |   |             |         |         |  |
|  |                  |                      |                  |                    | 2 | Telekom Baskets Bonn | 2           |             |  |   |             |         |         |  |
|  |                  |                      | 3                | Bayern Munich      | 3 |                      |             |             |  |   |             |         |         |  |
|  | 3                | Bayern Munich        | 3                | Bayern Munich      | 3 | 3                    |             |             |  |   |             |         |         |  |
|  | 3                | Bayern Munich        |                  |                    |   |                      |             |             |  |   |             |         |         |  |
|  | 6                | Niners Chemnitz      | 0                |                    |   |                      |             |             |  |   |             |         |         |  |
|  | 6                | Niners Chemnitz      | 0                |                    |   |                      |             |             |  |   |             |         |         |  |
|  |                  |                      |                  |                    |   |                      |             |             |  |   |             |         |         |  |

### Cuartos de final

#### Alba Berlin vs Brose Bamberg
| 13 de mayo de 2022           | Alba Berlin                                                          | 114–89                                | Brose Bamberg                                              | |  |  |
| 19:00                        | Parciales: 25–20, 36–25, 31–30, 22–14                                | Parciales: 25–20, 36–25, 31–30, 22–14 | Parciales: 25–20, 36–25, 31–30, 22–14                      | |  |  |
|                              | Estadísticas Johannes Thiemann 19 Da Silva, Koumadje 7 Tamir Blatt 7 | Reporte Pts Reb Asts                  | Estadísticas Omar Prewitt 17 tres jugadores 4 Chris Dowe 7 | Pabellón: Mercedes-Benz Arena, Berlin Asistencia: 5,765 espectadores Árbitros: Robert Lottermoser, Nesa Kovacevic, Armin Mutapcic |  |  |
| Berlin lidera las series 1–0 |                                                                      |                                       |                                                            | |  |  |
|                              |                                                                      |                                       |                                                            | |  |  |

| 15 de mayo de 2022           | Alba Berlin                                                        | 97–85                                 | Brose Bamberg                                               | |  |  |
| 18:00                        | Parciales: 18–11, 29–23, 27–29, 23–22                              | Parciales: 18–11, 29–23, 27–29, 23–22 | Parciales: 18–11, 29–23, 27–29, 23–22                       | |  |  |
|                              | Estadísticas Jaleen Smith 18 Johannes Thiemann 13 tres jugadores 5 | Reporte Pts Reb Asts                  | Estadísticas Martinas Geben 21 Chris Dowe 8 Omar Prewitt 10 | Pabellón: Mercedes-Benz Arena, Berlin Asistencia: 6,171 espectadores Árbitros: Christoph Madinger, Moritz Reiter, Oliver Krause |  |  |
| Berlin lidera las series 2–0 |                                                                    |                                       |                                                             | |  |  |
|                              |                                                                    |                                       |                                                             | |  |  |

| 19 de mayo de 2022         | Brose Bamberg                                                  | 70–103                                | Alba Berlin                                            | |  |  |
| 19:00                      | Parciales: 18–27, 18–34, 18–23, 16–19                          | Parciales: 18–27, 18–34, 18–23, 16–19 | Parciales: 18–27, 18–34, 18–23, 16–19                  | |  |  |
|                            | Estadísticas Justin Robinson 12 Akil Mitchell 7 Omar Prewitt 5 | Reporte Pts Reb Asts                  | Estadísticas Da Silva 14 Christ Koumadje 8 Maodo Lô 10 | Pabellón: Brose Arena, Bamberg Asistencia: 4,017 espectadores Árbitros: Carsten Straube, Clemens Fritz, Tamer Arik |  |  |
| Berlin gana las series 3–0 |                                                                |                                       |                                                        | |  |  |
|                            |                                                                |                                       |                                                        | |  |  |

#### Telekom Baskets Bonn vs Hamburg Towers
| 13 de mayo de 2022         | Telekom Baskets Bonn                                                           | 100–98                                            | Hamburg Towers                                                 | |  |  |
| 19:00                      | Parciales: 17–23, 24–19, 26–24, 24–25 (T.E.: 9–7)                              | Parciales: 17–23, 24–19, 26–24, 24–25 (T.E.: 9–7) | Parciales: 17–23, 24–19, 26–24, 24–25 (T.E.: 9–7)              | |  |  |
|                            | Estadísticas Javontae Hawkins 22 Michael Kessens 6 Parker Jackson-Cartwright 8 | Reporte Pts Reb Asts                              | Estadísticas Jaylon Brown 27 Seth Hinrichs 14 Justus Hollatz 8 | Pabellón: Telekom Dome, Bonn Asistencia: 6,000 espectadores Árbitros: Moritz Reiter, Clemens Fritz, Oliver Krause |  |  |
| Bonn lidera las series 1–0 |                                                                                |                                                   |                                                                | |  |  |
|                            |                                                                                |                                                   |                                                                | |  |  |

| 15 de mayo de 2022         | Telekom Baskets Bonn                                                         | 89–81                                 | Hamburg Towers                                               | |  |  |
| 15:00                      | Parciales: 15–26, 22–20, 29–16, 23–19                                        | Parciales: 15–26, 22–20, 29–16, 23–19 | Parciales: 15–26, 22–20, 29–16, 23–19                        | |  |  |
|                            | Estadísticas Parker Jackson-Cartwright 41 Javontae Hawkins 8 Skyler Bowlin 3 | Reporte Pts Reb Asts                  | Estadísticas Jaylon Brown 21 Maik Kotsar 15 Brown, Hollatz 5 | Pabellón: Telekom Dome, Bonn Asistencia: 5,910 espectadores Árbitros: Anne Panther, Carsten Straube, Tamer Arik |  |  |
| Bonn lidera las series 2–0 |                                                                              |                                       |                                                              | |  |  |
|                            |                                                                              |                                       |                                                              | |  |  |

| 20 de mayo de 2022       | Hamburg Towers                                             | 88–95                                 | Telekom Baskets Bonn                                                                     | |  |  |
| 19:00                    | Parciales: 22–27, 32–21, 21–16, 13–31                      | Parciales: 22–27, 32–21, 21–16, 13–31 | Parciales: 22–27, 32–21, 21–16, 13–31                                                    | |  |  |
|                          | Estadísticas Jaylon Brown 21 Maik Kotsar 7 Seth Hinrichs 5 | Reporte Pts Reb Asts                  | Estadísticas Parker Jackson-Cartwright 31 Michael Kessens 11 Parker Jackson-Cartwright 4 | Pabellón: Edel-optics.de Arena, Hamburg Asistencia: 3,400 espectadores Árbitros: Anne Panther, Benjamin Barth, Christian Theis |  |  |
| Bonn gana las series 3–0 |                                                            |                                       |                                                                                          | |  |  |
|                          |                                                            |                                       |                                                                                          | |  |  |

#### Bayern Munich vs Niners Chemnitz
| 13 de mayo de 2022           | Bayern Munich                                                    | 77–53                                | Niners Chemnitz                                                       | |  |  |
| 20:30                        | Parciales: 18–15, 18–16, 24–9, 17–13                             | Parciales: 18–15, 18–16, 24–9, 17–13 | Parciales: 18–15, 18–16, 24–9, 17–13                                  | |  |  |
|                              | Estadísticas Deshaun Thomas 15 Leon Radošević 7 Žan Mark Šiško 4 | Reporte Pts Reb Asts                 | Estadísticas Sušinskas, Weidemann 9 Jonas Richter 7 Frantz Massenat 6 | Pabellón: Audi Dome, Munich Asistencia: 3,784 espectadores Árbitros: Anne Panther, Carsten Straube, Christof Madinger |  |  |
| Munich lidera las series 1–0 |                                                                  |                                      |                                                                       | |  |  |
|                              |                                                                  |                                      |                                                                       | |  |  |

| 15 de mayo de 2022           | Bayern Munich                                                    | 93–76                                 | Niners Chemnitz                                               | |  |  |
| 20:30                        | Parciales: 27–13, 22–13, 23–25, 21–25                            | Parciales: 27–13, 22–13, 23–25, 21–25 | Parciales: 27–13, 22–13, 23–25, 21–25                         | |  |  |
|                              | Estadísticas Deshaun Thomas 22 Deshaun Thomas 5 Žan Mark Šiško 7 | Reporte Pts Reb Asts                  | Estadísticas Isiaha Mike 20 Lockett, Mike 6 Frantz Massenat 7 | Pabellón: Audi Dome, Munich Asistencia: 3,342 espectadores Árbitros: Robert Lottermoser, Nebojsa Kovacevic, Christian Theis |  |  |
| Munich lidera las series 2–0 |                                                                  |                                       |                                                               | |  |  |
|                              |                                                                  |                                       |                                                               | |  |  |

| 20 de mayo de 2022         | Niners Chemnitz                                                 | 80–87                                              | Bayern Munich                                                           | |  |  |
| 20:30                      | Parciales: 15–20, 16–21, 32–16, 11–17 (T.E.: 6–13)              | Parciales: 15–20, 16–21, 32–16, 11–17 (T.E.: 6–13) | Parciales: 15–20, 16–21, 32–16, 11–17 (T.E.: 6–13)                      | |  |  |
|                            | Estadísticas Isiaha Mike 24 Jonas Richter 9 Massenat, Richter 5 | Reporte Pts Reb Asts                               | Estadísticas Nick Weiler-Babb 19 Nihad Đedović 8 Jaramaz, Weiler-Babb 3 | Pabellón: Chemnitz Arena, Chemnitz Asistencia: 4,732 espectadores Árbitros: Gentian Cici, Steve Bittner, Zulfikar Oruzgani |  |  |
| Munich gana las series 3–0 |                                                                 |                                                    |                                                                         | |  |  |
|                            |                                                                 |                                                    |                                                                         | |  |  |

#### Riesen Ludwigsburg vs ratiopharm Ulm
| 14 de mayo de 2022                | Riesen Ludwigsburg                                                | 104–99                                             | ratiopharm Ulm                                                          | |  |  |
| 20:30                             | Parciales: 27–26, 11–20, 23–17, 22–22 (T.E.: 14–9)                | Parciales: 27–26, 11–20, 23–17, 22–22 (T.E.: 14–9) | Parciales: 27–26, 11–20, 23–17, 22–22 (T.E.: 14–9)                      | |  |  |
|                                   | Estadísticas Jonah Radebaugh 20 James Woodard 9 Jonah Radebaugh 9 | Reporte Pts Reb Asts                               | Estadísticas Jaron Blossomgame 41 Jaron Blossomgame 16 Semaj Christon 8 | Pabellón: MHP-Arena, Ludwigsburg Asistencia: 1,748 espectadores Árbitros: Gentian Cici, Steve Bittner, Zulfikar Oruzgani |  |  |
| Ludwigsburg lidera las series 1–0 |                                                                   |                                                    |                                                                         | |  |  |
|                                   |                                                                   |                                                    |                                                                         | |  |  |

| 17 de mayo de 2022                | Riesen Ludwigsburg                                                     | 81–77                                              | ratiopharm Ulm                                                        | |  |  |
| 19:00                             | Parciales: 20–23, 17–15, 16–15, 16–16 (T.E.: 12–8)                     | Parciales: 20–23, 17–15, 16–15, 16–16 (T.E.: 12–8) | Parciales: 20–23, 17–15, 16–15, 16–16 (T.E.: 12–8)                    | |  |  |
|                                   | Estadísticas Yorman Polas Bartolo 19 James Woodard 8 Jonah Radebaugh 5 | Reporte Pts Reb Asts                               | Estadísticas Semaj Christon 23 Sindarius Thornwell 7 tres jugadores 2 | Pabellón: MHP-Arena, Ludwigsburg Asistencia: 2,764 espectadores Árbitros: Moritz Reiter, Clemens Fritz, Benjamin Barth |  |  |
| Ludwigsburg lidera las series 2–0 |                                                                        |                                                    |                                                                       | |  |  |
|                                   |                                                                        |                                                    |                                                                       | |  |  |

| 19 de mayo de 2022              | ratiopharm Ulm                                               | 79–97                                 | Riesen Ludwigsburg                                                        | |  |  |
| 19:00                           | Parciales: 16–31, 29–27, 22–19, 22–20                        | Parciales: 16–31, 29–27, 22–19, 22–20 | Parciales: 16–31, 29–27, 22–19, 22–20                                     | |  |  |
|                                 | Estadísticas Karim Jallow 15 Bretzel, Evans 4 five players 2 | Reporte Pts Reb Asts                  | Estadísticas Justin Simon 20 Jonas Wohlfarth-Bottermann 7 James Woodard 5 | Pabellón: ratiopharm arena, Ulm Asistencia: 5,006 espectadores Árbitros: Robert Lottermoser, Christof Madinger, Armin Mutapcic |  |  |
| Ludwigsburg gana las series 3–0 |                                                              |                                       |                                                                           | |  |  |
|                                 |                                                              |                                       |                                                                           | |  |  |

### Semifinales

#### Alba Berlin vs Riesen Ludwigsburg
| 27 de mayo de 2022           | Alba Berlin                                          | 89–84                                 | Riesen Ludwigsburg                                                       | |  |  |
| 19:00                        | Parciales: 25–24, 20–19, 25–23, 19–18                | Parciales: 25–24, 20–19, 25–23, 19–18 | Parciales: 25–24, 20–19, 25–23, 19–18                                    | |  |  |
|                              | Estadísticas Maodo Lô 20 Luke Sikma 15 Tamir Blatt 6 | Pts Reb Asts                          | Estadísticas Jordan Hulls 26 Yorman Polas Bartolo 6 Radebaugh, Woodard 5 | Pabellón: Mercedes-Benz Arena, Berlin Asistencia: 8,211 espectadores Árbitros: Gentian Cici, Carsten Straube, Benjamin Barth |  |  |
| Berlin lidera las series 1–0 |                                                      |                                       |                                                                          | |  |  |
|                              |                                                      |                                       |                                                                          | |  |  |

| 29 de mayo de 2022           | Alba Berlin                                                   | 100–76                                | Riesen Ludwigsburg                                                 | |  |  |
| 18:00                        | Parciales: 25–17, 24–18, 24–24, 27–17                         | Parciales: 25–17, 24–18, 24–24, 27–17 | Parciales: 25–17, 24–18, 24–24, 27–17                              | |  |  |
|                              | Estadísticas Louis Olinde 24 Sikma, Thiemann 6 Blatt, Smith 6 | Pts Reb Asts                          | Estadísticas Jonah Radebaugh 18 Jonah Radebaugh 8 Hulls, Woodard 5 | Pabellón: Mercedes-Benz Arena, Berlin Asistencia: 8,089 espectadores Árbitros: Robert Lottermoser, Oliver Krause, Zulifkar Oruzgani |  |  |
| Berlin lidera las series 2–0 |                                                               |                                       |                                                                    | |  |  |
|                              |                                                               |                                       |                                                                    | |  |  |

| 3 de junio de 2022         | Riesen Ludwigsburg                                                           | 67–73                                 | Alba Berlin                                                    | |  |  |
| 19:00                      | Parciales: 15–16, 22–19, 12–25, 18–13                                        | Parciales: 15–16, 22–19, 12–25, 18–13 | Parciales: 15–16, 22–19, 12–25, 18–13                          | |  |  |
|                            | Estadísticas Justin Simon 16 Jonas Wohlfarth-Bottermann 10 Jonah Radebaugh 8 | Pts Reb Asts                          | Estadísticas Ben Lammers 11 Johannes Thiemann 9 Jaleen Smith 4 | Pabellón: MHP-Arena, Ludwigsburg Asistencia: 3,800 espectadores Árbitros: Anne Panther, Christof Madinger, Armin Mutapcic |  |  |
| Berlin gana las series 3–0 |                                                                              |                                       |                                                                | |  |  |
|                            |                                                                              |                                       |                                                                | |  |  |

#### Telekom Baskets Bonn vs Bayern Munich
| 28 de mayo de 2022           | Telekom Baskets Bonn                                                                              | 68–80                                 | Bayern Munich                                                            | |  |  |
| 20:30                        | Parciales: 16–18, 19–15, 16–26, 17–21                                                             | Parciales: 16–18, 19–15, 16–26, 17–21 | Parciales: 16–18, 19–15, 16–26, 17–21                                    | |  |  |
|                              | Estadísticas Parker Jackson-Cartwright 14 Parker Jackson-Cartwright 9 Parker Jackson-Cartwright 3 | Reporte Pts Reb Asts                  | Estadísticas Vladimir Lučić 19 Nick Weiler-Babb 8 Jaramaz, Weiler-Babb 4 | Pabellón: Telekom Dome, Bonn Asistencia: 6,000 espectadores Árbitros: Moritz Reiter, Christof Madinger, Armin Mutapcic |  |  |
| Munich lidera las series 1–0 |                                                                                                   |                                       |                                                                          | |  |  |
|                              |                                                                                                   |                                       |                                                                          | |  |  |

| 30 de mayo de 2022           | Telekom Baskets Bonn                                             | 81–82                                 | Bayern Munich                                                          | |  |  |
| 20:30                        | Parciales: 25–21, 19–28, 20–15, 17–18                            | Parciales: 25–21, 19–28, 20–15, 17–18 | Parciales: 25–21, 19–28, 20–15, 17–18                                  | |  |  |
|                              | Estadísticas Jeremy Morgan 17 Michael Kessens 11 Karsten Tadda 4 | Reporte Pts Reb Asts                  | Estadísticas Nick Weiler-Babb 18 Lučić, Weiler-Babb 9 Othello Hunter 3 | Pabellón: Telekom Dome, Bonn Asistencia: 6,000 espectadores Árbitros: Anne Panther, Clemens Fritz, Nesa Kovacevic |  |  |
| Munich lidera las series 2–0 |                                                                  |                                       |                                                                        | |  |  |
|                              |                                                                  |                                       |                                                                        | |  |  |

| 4 de junio de 2022           | Bayern Munich                                                      | 84–86                                 | Telekom Baskets Bonn                                                           | |  |  |
| 18:00                        | Parciales: 20–24, 20–21, 23–19, 21–22                              | Parciales: 20–24, 20–21, 23–19, 21–22 | Parciales: 20–24, 20–21, 23–19, 21–22                                          | |  |  |
|                              | Estadísticas Deshaun Thomas 18 Vladimir Lučić 7 Nick Weiler-Babb 6 | Reporte Pts Reb Asts                  | Estadísticas Javontae Hawkins 19 Michael Kessens 8 Parker Jackson-Cartwright 6 | Pabellón: Audi Dome, Munich Asistencia: 6,007 espectadores Árbitros: Robert Lottermoser, Carsten Straube, Zulifkar Oruzgani |  |  |
| Munich lidera las series 2–1 |                                                                    |                                       |                                                                                | |  |  |
|                              |                                                                    |                                       |                                                                                | |  |  |

| 6 de junio de 2022    | Bayern Munich                                                   | 80–83                                 | Telekom Baskets Bonn                                                                  | |  |  |
| 18:00                 | Parciales: 26–24, 21–24, 17–18, 16–17                           | Parciales: 26–24, 21–24, 17–18, 16–17 | Parciales: 26–24, 21–24, 17–18, 16–17                                                 | |  |  |
|                       | Estadísticas Nick Weiler-Babb 16 Hunter, Rubit 8 four players 3 | Reporte Pts Reb Asts                  | Estadísticas Parker Jackson-Cartwright 20 Jeremy Morgan 8 Parker Jackson-Cartwright 4 | Pabellón: Audi Dome, Munich Asistencia: 5,757 espectadores Árbitros: Gentian Cici, Oliver Krause, Benjamin Barth |  |  |
| Series empatadas, 2–2 |                                                                 |                                       |                                                                                       | |  |  |
|                       |                                                                 |                                       |                                                                                       | |  |  |

| 8 de junio de 2022         | Telekom Baskets Bonn                                                                  | 74–87                                 | Bayern Munich                                                       | |  |  |
| 20:30                      | Parciales: 16–24, 28–18, 17–27, 13–18                                                 | Parciales: 16–24, 28–18, 17–27, 13–18 | Parciales: 16–24, 28–18, 17–27, 13–18                               | |  |  |
|                            | Estadísticas Parker Jackson-Cartwright 25 Leon Kratzer 6 Parker Jackson-Cartwright 10 | Reporte Pts Reb Asts                  | Estadísticas Nick Weiler-Babb 18 Othello Hunter 10 Vladimir Lučić 6 | Pabellón: Telekom Dome, Bonn Asistencia: 6,000 espectadores Árbitros: Robert Lottermoser, Anne Panther, Gentian Cici |  |  |
| Munich gana las series 3–2 |                                                                                       |                                       |                                                                     | |  |  |
|                            |                                                                                       |                                       |                                                                     | |  |  |

### Finales

#### Alba Berlin vs Bayern Munich
| 10 de junio de 2022          | Alba Berlin                                            | 86–73                                 | Bayern Munich                                                    | |  |  |
| 20:30                        | Parciales: 22–20, 18–23, 21–19, 25–11                  | Parciales: 22–20, 18–23, 21–19, 25–11 | Parciales: 22–20, 18–23, 21–19, 25–11                            | |  |  |
|                              | Estadísticas Zoosman 14 Oscar da Silva 5 Tamir Blatt 8 | Reporte Pts Reb Asts                  | Estadísticas Andreas Obst 17 tres jugadores 3 Nick Weiler-Babb 6 | Pabellón: Mercedes-Benz Arena, Berlin Asistencia: 10,567 espectadores Árbitros: Anne Panther, Gentian Cici, Zulifkar Oruzgani |  |  |
| Berlin lidera las series 1–0 |                                                        |                                       |                                                                  | |  |  |
|                              |                                                        |                                       |                                                                  | |  |  |

| 14 de junio de 2022          | Bayern Munich                                                        | 58–71                                 | Alba Berlin                                             | |  |  |
| 19:00                        | Parciales: 16–18, 10–20, 17–19, 15–14                                | Parciales: 16–18, 10–20, 17–19, 15–14 | Parciales: 16–18, 10–20, 17–19, 15–14                   | |  |  |
|                              | Estadísticas Deshaun Thomas 13 Nick Weiler-Babb 7 Nick Weiler-Babb 5 | Pts Reb Asts                          | Estadísticas Lô, Smith 13 Da Silva, Olinde 6 Maodo Lô 4 | Pabellón: Audi Dome, Munich Asistencia: 6,500 espectadores Árbitros: Robert Lottermoser, Anne Panther, Carsten Straube |  |  |
| Berlin lidera las series 2–0 |                                                                      |                                       |                                                         | |  |  |
|                              |                                                                      |                                       |                                                         | |  |  |

| 17 de junio de 2022          | Alba Berlin                                                    | 60–90                                 | Bayern Munich                                                          | |  |  |
| 19:00                        | Parciales: 15–23, 18–29, 13–20, 14–18                          | Parciales: 15–23, 18–29, 13–20, 14–18 | Parciales: 15–23, 18–29, 13–20, 14–18                                  | |  |  |
|                              | Estadísticas Oscar da Silva 15 Christ Koumadje 6 Tamir Blatt 6 | Reporte Pts Reb Asts                  | Estadísticas Thomas, Weiler-Babb 19 Augustine Rubit 7 Žan Mark Šiško 6 | Pabellón: Mercedes-Benz Arena, Berlin Asistencia: 14,500 espectadores Árbitros: Robert Lottermoser, Gentian Cici, Christof Madinger |  |  |
| Berlin lidera las series 2–1 |                                                                |                                       |                                                                        | |  |  |
|                              |                                                                |                                       |                                                                        | |  |  |

| 19 de junio de 2022        | Bayern Munich                                                      | 81–96                                 | Alba Berlin                                                | |  |  |
| 15:00                      | Parciales: 17–26, 19–26, 18–24, 27–20                              | Parciales: 17–26, 19–26, 18–24, 27–20 | Parciales: 17–26, 19–26, 18–24, 27–20                      | |  |  |
|                            | Estadísticas Augustine Rubit 15 Augustine Rubit 6 Ognjen Jaramaz 4 | Reporte Pts Reb Asts                  | Estadísticas Jaleen Smith 23 Oscar da Silva 7 Luke Sikma 8 | Pabellón: Audi Dome, Munich Asistencia: 5,469 espectadores Árbitros: Robert Lottermoser, Gentian Cici, Anne Panther |  |  |
| Berlin gana las series 3–1 |                                                                    |                                       |                                                            | |  |  |
|                            |                                                                    |                                       |                                                            | |  |  |